# Gyrodontium sacchari
Gyrodontium sacchari (Spreng.) Hjortstam, 1995 è un fungo basidiomicete della famiglia delle Boletaceae.

## Caratteristiche

### Corpo fruttifero
Carnoso, crostoso, resupinato, tubercolato-stalattitico; di colore giallo-carnicino, ricoperto di aculei.

Superficie da lanosa a vellutata, gradualmente più pallido verso i bordi, sino ad arrivare al bianco sul bordo.

### Carne
Fibrosa, coriacea, gialla.

### Spore
Sporata marrone-giallastra  in massa. Spore cianofile, destrinoidi, apicolate, lisce, 3.0 - 5.0 × 1.9 - 2.8 µm, da ellissoidi ad allungate.

## Distribuzione e habitat
Cresce su diversi tipi di legno, sia su legno morto, sia su alberi in vita.

È stato rinvenuto in Etiopia, Tanzania, Zimbabwe, Australia, Messico, Brasile, Guyana Francese, India, Thailandia, Argentina, Belize, Brasile, Bahia, Costa Rica, Cuba, Ecuador, Guadalupe, Panama .

## Commestibilità
Non commestibile, di nessun valore.

## Etimologia
Il sinonimo Hydnum henningsii viene dal nome proprio di Henningsi.